# Tunisiennes
Pour plus de détails, voir Fiche technique et Distribution.
Tunisiennes (arabe : بنت فاميليا) est un film tunisien réalisé en 1997 par Nouri Bouzid.

## Synopsis
Comment être une femme moderne dans un monde qui veut l'être mais qui ne l'est pas encore ? Comment être une femme arabe libre dans un monde où le seul projet qui compte pour une femme est le mariage, ce contrat social qui laisse peu de place à l'individu, à ses choix et à son épanouissement. Comment être une femme arabe ayant un projet de vie et s'entêter à le réaliser dans un univers où l'ordre de la famille est incontournable. Amina, Aïda et Fatiha sont trois femmes de 35 ans environ qui ont fait des études et qui ont découvert la liberté. Leurs trois projets de vie feront naufrage dans l'océan des hommes.
Amina, la bourgeoise, mariée selon la tradition, découvre après quinze ans de mariage qu'elle est passée à côté de ses rêves de jeunesse. Réduite au statut de femme au foyer, elle vit mal les liaisons extra-conjugales de son mari... Aïda, la fonceuse vient d'un milieu plus modeste. Elle est plus libre mais sa liberté la contraint cependant à affronter la société. Son statut de femme divorcée devient une tare : sans cesse surveillée, soupçonnée par ses voisins, harcelée par les hommes, elle cherche son équilibre auprès de ses amies...
Fatiha, l'Algérienne, hébergée par Aïda, est la rescapée d'un enfer qui la traumatise et la hante. Elle est dans l'attente d'un visa qui la conduira en France.

## Fiche technique
- Titre : Une fille de bonne famille
- Titre original : Bent Familia
- Réalisation : Nouri Bouzid
- Scénario : Nouri Bouzid
- Photo : Armand Marco
- Son : Hachemi Joulak et Patrick Colot
- Musique : Naseer Shama Ali
- Décors : Khaled Joulak
- Montage : Kahena Attia
- Production : Ahmed Bahaeddine Attia (Cinétéléfilms)
- Pays d'origine : Tunisie
- Langue : arabe
- Format : couleur (35 mm)
- Genre : drame
- Durée : 105 minutes

## Distribution
- Raouf Ben Amor : Majid
- Amel Hedhili : Aïda
- Nadia Kaci : Fetiha
- Leïla Nassim : Amina
- Kamel Touati : Slah